# آيسلنديون
1st row: جوهانا غودرون جونسدوتير • جون سيجورسون • إيكيل سكاراجرمسون • دافيو أودسون
2nd row: جوناس هالجريمسون • بيورك • أرنجمور جونسون • إريك الأحمر
الآيسلنديون هم مجموعة عرقية إسكندنافية جرمانية بلدهم الأصلي هو آيسلندا ويتكلمون الآيسلندية كلغة أم، ويتواجدون في دول أخرى كالولايات المتحدة وكندا والنرويج.